# Flughafen Chambéry-Savoie

i7
i11
i13
Der Flughafen Chambéry-Savoie (frz. Aéroport de Chambéry-Savoie, früher Chambéry Aix-les-Bains Airport, IATA-Code: CMF, ICAO-Code: LFLB) ist ein französischer Flughafen im Departement Savoyen. Er liegt am Rande der französischen Alpen und ist Anlaufpunkt für Flugreisende auf dem Weg in die französischen Hochalpen. Betreiber ist VINCI Airports im Auftrag des Conseil Général de la Savoie.

## Technik am Flughafen
Am Flughafen können Jet A-1 und AVGAS getankt werden.
Befeuerungen: PAPI auf 18 und 36.
ILS Cat I ist auf die Hauptlanderichtung 18 vorhanden.

## Verkehrsanbindung
Es besteht eine regelmäßige Busverbindung vom Flughafen nach Chambéry. Zudem stehen am Flughafenterminal Taxis bereit.

## Zwischenfälle
- Am 15. Januar 1970 verunglückte eine Beechcraft 99 der Air Alpes (Luftfahrzeugkennzeichen F-BRUF) bei der Landung auf dem Flughafen Chambéry-Savoie. Personen kamen nicht zu Schaden, jedoch musste das Flugzeug abgeschrieben werden.[3]